# Nemoura naraiensis
Nemoura naraiensis is een steenvlieg uit de familie beeksteenvliegen (Nemouridae). De wetenschappelijke naam van de soort is voor het eerst geldig gepubliceerd in 1954 door Kawai.